# Nyvallssjön (Delsbo socken, Hälsingland)
Nyvallssjön är en sjö i Hudiksvalls kommun i Hälsingland och ingår i Ljusnans huvudavrinningsområde. Sjön är 12,5 meter djup, har en yta på 0,539 kvadratkilometer och befinner sig 297 meter över havet. Sjön avvattnas av vattendraget Isteån (Bogårdsån).

## Delavrinningsområde
Nyvallssjön ingår i det delavrinningsområde (684254-153993) som SMHI kallar för Utloppet av Nyvallssjön. Medelhöjden är 331 meter över havet och ytan är 4,91 kvadratkilometer. Det finns inga avrinningsområden uppströms utan avrinningsområdet är högsta punkten. Isteån (Bogårdsån) som avvattnar avrinningsområdet har biflödesordning 2, vilket innebär att vattnet flödar genom totalt 2 vattendrag innan det når havet efter 110 kilometer. Avrinningsområdet består mestadels av skog (81 procent). Avrinningsområdet har 0,54 kvadratkilometer vattenytor vilket ger det en sjöprocent på 10,9 procent.